# 91. skupina informačního boje
91. skupina informačního boje je útvar Armády české republiky sídlící v posádce Olomouc, který spadá pod Velitelství informačních a kybernetických sil (VeInKyS) a je určený k provádění informačních operací, psychologických operací, civilně-vojenské spolupráce (CIMIC), monitorování informačního prostoru a podpoře strategické komunikace (StratCom). Disponuje dvěma Středisky informačních operací (jedno tvořené vojáky Aktivní zálohy), Střediskem CIMIC, Střediskem informační podpory a Střediskem podpory StratCom. Tyto jednotky podporuje Skupina tvorby produktů svou multimediální tvorbou a Četa zabezpečení základní logistikou.
Jednotka se zaměřuje především na činnost v informačním bojišti, což obnáší boj s šířením nepřátelské propagandy a s tím spojeným záměrným šířením nepravdivých informací, jejichž účelem je rozdělovat společnost. Je vycvičená k tomu, aby dokázala odstrašit protivníka pomocí nástrojů psychologické války.
Útvar je schopen podporovat tři manévrové prvky Armády České republiky, 4. brigádu rychlého nasazení, 7. mechanizovanou brigádu a 43. výsadkový pluk, a může působit i ve prospěch strategického stupně, zejména generálního štábu.

## Historie
Počátky působení jednotek CIMIC v české armádě sahají do roku 1998, kdy byl v rámci nasazení v zahraniční operaci SFOR v Bosně vytvořen první samostatný CIMIC tým pro oblast Prijedor a Sanski Most. Jako zahájení činnosti jednotky CIMIC v rámci AČR je udáváno datum 1. října 2001, kdy v posádce Tábor vzniklo 106. středisko CIMIC pod velením Pavla Zony. Úkolem střediska bylo podpořit jednotky NATO při plnění úkolů v krizových oblastech mimo území našeho státu.
K vytvoření jednotky CIMIC se Česká republika zavázala při svém vstupu do NATO v roce 1999. Jednotka CIMIC byla součástí NATO CIMIC GROUP NORTH s velením v Holandsku a byla podřízena veliteli Sil územní obrany. Sídlila v posádce Tábor a jejím prvním velitelem byl pplk. Pavel Zona. Dalším velitelem 106. střediska CIMIC se od 1. ledna 2004 stal Vladimír Podlipný.
V posádce Tábor  bylo 106. středisko CIMIC umístěno do 30. března 2004, kdy na jeho činnost od 1. dubna 2004 navázalo transformované 103. středisko CIMIC/PSYOPS dislokované nově v posádce Lipník nad Bečvou. Od 1. prosince 2004 se stal jeho velitelem Martin Krumnikl, po něm od 1. srpna 2011 Mojmír Jančík.
Dnem 1. listopadu 2013 se 103. středisko CIMIC/PSYOPS transformovalo do 103. centra CIMIC/PSYOPS a přemístilo se do posádky Olomouc, nadále pod velením pplk. Jančíka. Dalším velitelem se od 1. července 2016 stal opět Martin Krumnikl.
Dnem 1. ledna 2020 bylo 103. centrum CIMIC/PSYOPS reorganizováno a přejmenováno na Skupinu Kybernetických sil a Informačních operací a zároveň začleněno do struktury nově vzniklého Velitelství Kybernetických sil a Informačních operací. Jednotka nadále disponuje schopnostmi původního 103. centra CIMIC/PSYOPS, ke kterým v rámci budování nových schopností přibyly především informační operace, informační podpora, kybernetická ochrana a informační operace v kybernetickém prostoru.
Výstavbou transformované skupiny byl pověřen Pavel Velich, od 1. ledna 2021 se stal velitelem SkKySIO Přemysl Štěpánek. Dnem 20. června 2023 byl velitelem jmenován Ivo Zelinka.
Dnem 1. července 2024 se útvar transformoval na 91. skupinu informačního boje.

## Nasazení v zahraničních misích
V minulosti byly jednotky CIMIC byly nasazovány v zahraničních operacích na území bývalé Jugoslávie (SFOR, KFOR), dále v rámci operací ISAF a RS na území Afghánistánu a také v rámci operace Inherent Resolve na území Iráku. Příslušníci jednotky také působili v operacích EU NAVFOR MED, EU NAVFOR Somalia a EUTM Mali.
V současné době jsou příslušníci 91. skupiny informačního boje vysíláni do zahraničních operací na území Slovenska (ÚU MN BG Slovakia) a Litvy (ÚU MN BG Litva).

## Výkonné prvky útvaru

### Středisko informačních operací
Středisko informačních operací je unikátní jednotkou útvaru, která v sobě kombinuje vojenskou a analytickou činnost. Jejich úkolem je analyzovat, plánovat, vyhodnocovat a integrovat informační aktivity s cílem působit na vůli, porozumění a schopnosti cílových skupin. Středisko informačních operací zejména provádí schopnosti CIMIC a PSYOPS na taktické úrovni, prostřednictvím Týmů informačního boje (TIB), které působí přímo v terénu s bojovými jednotkami. Specialisté střediska jsou předurčeni k podpoře jednotek AČR, NATO a EU. Díky tomu jsou často nasazováni do zahraničních operací.

### Středisko informačních operací (Aktivní zálohy)
Středisko informačních operací (AZ) je záložní jednotkou útvaru určenou k posílení nebo doplnění sestavy 91. skupiny informačního boje při zhoršených bezpečnostních stavech nebo za války. Je zrcadlovým obrazem Střediska informačních operací tvořeným vojáky z povolání a plní tedy obdobné úkoly. Drtivá většina záložníků útvaru je soustředěna právě do tohoto střediska, avšak místa pro příslušníky AZ jsou i u Střediska CIMIC a Skupiny tvorby produktů.

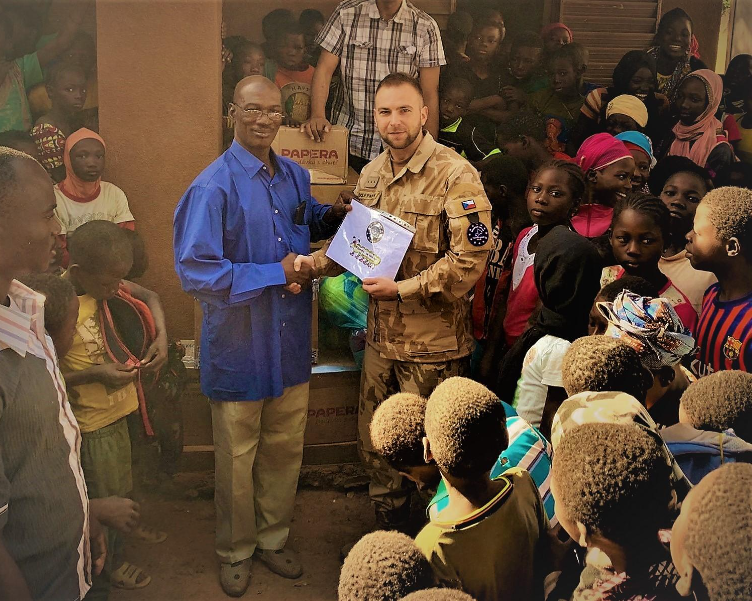
Činnost Střediska civilně vojenské spolupráce

### Středisko civilně vojenské spolupráce (CIMIC)
Středisko civilně vojenské spolupráce je jednotkou ve struktuře Informačních a kybernetických sil. Disponuje souborem schopností, které jsou nedílnou součástí podpory dosažení cílů operací AČR, NATO, EU a umožňuje velitelům účinně se zapojit do širokého spektra civilně-vojenské interakce s různými nevojenskými aktéry. Koordinuje a spolupracuje s představiteli státní správy a místní samosprávy, místním obyvatelstvem, zástupci mezinárodních, vládních a nevládních organizací a agentur k zajištění splnění úkolů velitele. Poskytuje nadřízenému úplný přehled o civilní situaci a informačním prostředí a navrhuje opatření k eliminaci nebo snížení rizika nežádoucích vlivů, které mohou mít dopad na vedení vojenské činnosti v dané oblasti. Plánuje aktivity CIMIC a odborně řídí týmy AZ při jejich výcviku a nasazení.

### Středisko informační podpory
Středisko informační podpory je zpravodajskou jednotkou útvaru. Disponuje schopnostmi získávání dat a informací z otevřených zdrojů a odpovídá za zabezpečení nepřetržitého monitoringu a shromažďování informací v informačním prostředí a kybernetickém prostoru. Dále provádí odborně specializovanou činnost na platformě vzdálené podpory (Reach-Back) ve prospěch prvků Informačních a kybernetických sil, brigádních úkolových uskupení v rámci vojenských operací na území státu i v zahraničních operacích.

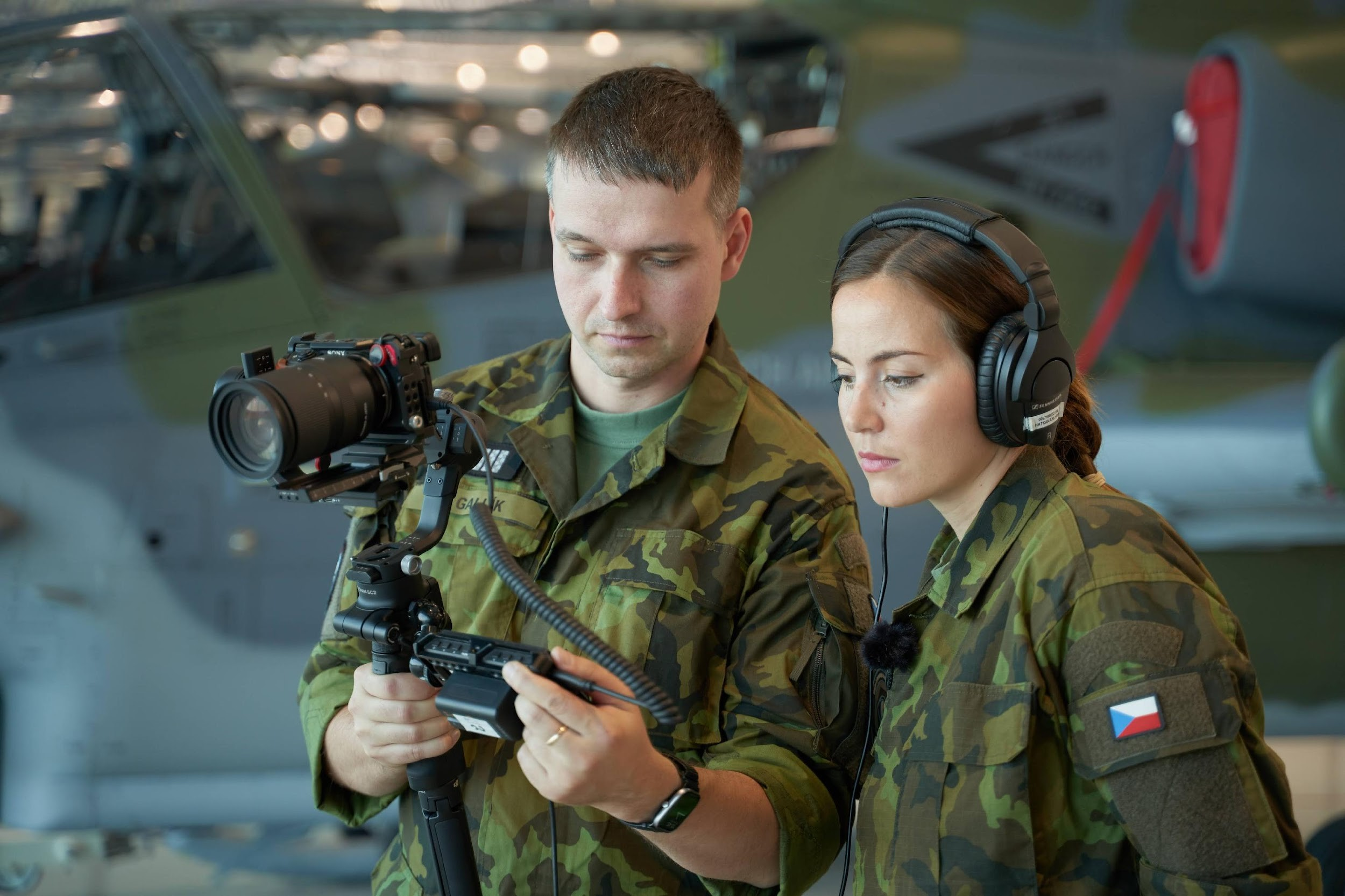
Skupina tvorby produktů při tvorbě videa

### Skupina tvorby produktů
Skupina tvorby produktů je úzce specializovaná jednotka spadající odpovědná za grafickou a audiovizuální produkci a postprodukci. Hlavními zbraněmi jsou kamery, fotoaparáty, drony a výkonné počítače. V době míru podporují její produkty strategickou komunikaci AČR. V případě válečného stavu (během nasazení) je jejím úkolem vytvářet produkty pro vedení informačních a psychologických operací. Specialisté skupiny mediálně zabezpečují hlavní cvičení a nejvýznamnější události v rámci AČR, a to České republice i v zahraničí. Zároveň jsou pravidelně nasazování v domácích i zahraničních operacích. Specialisté mají schopnost tvořit širokou škálu produktů od plakátů, infografik a fotomontáží, přes vysoce kvalitní fotografie a krátká videa na sociální sítě až po reklamní spoty do kin.

### Středisko podpory strategické komunikace
Středisko podpory StratCom je jedinečnou jednotkou podílející se na budování strategické komunikace AČR. Veškeré své aktivity směřuje k udržení důvěry občanů v Armádu ČR, vysvětlení potřeby nahrazení zastaralé výzbroje moderními systémy, a na odstrašení potenciálních protivníků demonstrací schopností AČR a spojeneckých armád. To vše směřuje k dosažení hlavního cíle: zajištění vnější bezpečnosti České republiky.
Úkoly střediska lze rozdělit do těch základních větví:
- řídící, plánovací, analytická a tvůrčí činnost v oblasti StratCom;
- správa sociálních sítí, a to zejména nad hlavními sociálními sítěmi Armády ČR s podílem se na tvorbě audiovizuálního obsahu;
- komunikační příprava spočívající v praktických školeních představitelů AČR.

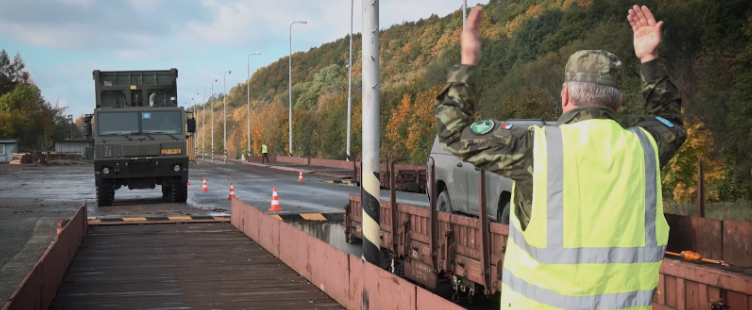
Četa zabezpečení při železniční přepravě

### Četa zabezpečení
Četa zabezpečení je prvkem zabezpečujícím všestranné logistické úkoly pro 91. skupinu informačního boje. Jedná se o specializovanou jednotku, která je odpovědná za logistiku a technickou podporu. Její členové se zaměřují na udržování a opravy vojenské techniky, za skladování a přepravu materiálu a osob.

## Znak skupiny
Na modrém, tence červeně lemovaném kruhovém štítě s modrým lemem, je položena světle modrá (stříbrná) síť glóbu o devíti rovnoběžkách a devíti viditelných polednících. Přes ní je položen černý, bíle (stříbrně) lemovaný šachový jezdec, přes nějž je položen bílý (stříbrný), černě lemovaný svitek papíru. Na modrém lemu je žlutý (zlatý) horní opis LOGOS provedený v binárním kódu.
Grid glóbu odkazuje jak na znak Velitelství informačních a kybernetických sil, tak na globální působení jednotek útvaru a na celosvětový dopad strategické komunikace. Šachová figura jezdce odkazuje na nutnost využití logického myšlení při realizaci psychologických a informačních operací. Tah jezdce také připomíná, že se cílů psychologických a informačních operací (PSYOPS/INFOOPS) dosahuje netriviálními postupy. Svitek papíru pak odkazuje na převážně mírové cesty CIMIC k dosahování cílů. Slovo LOGOS provedené zápisem v binárním kódu pak odkazuje jak na znak nadřízeného velitelství, tak na informační sféru, hlavní prostor působení skupiny.

## Galerie

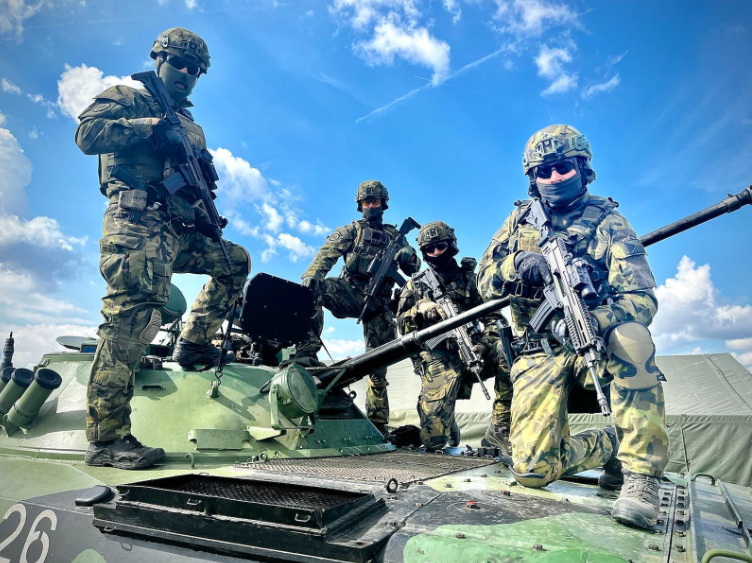
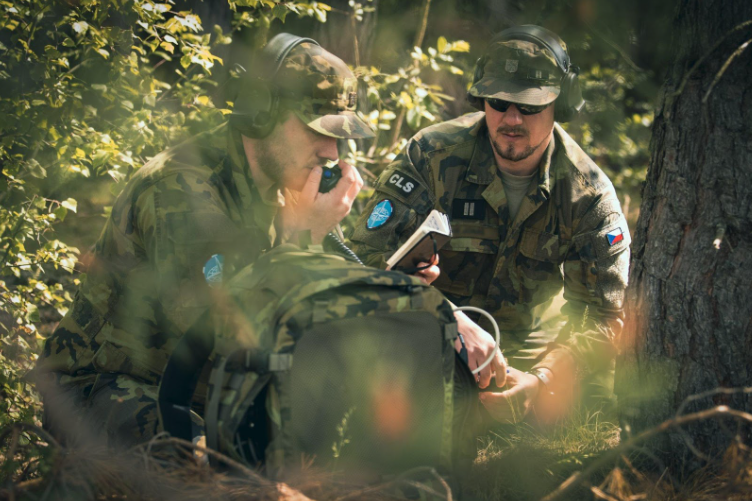
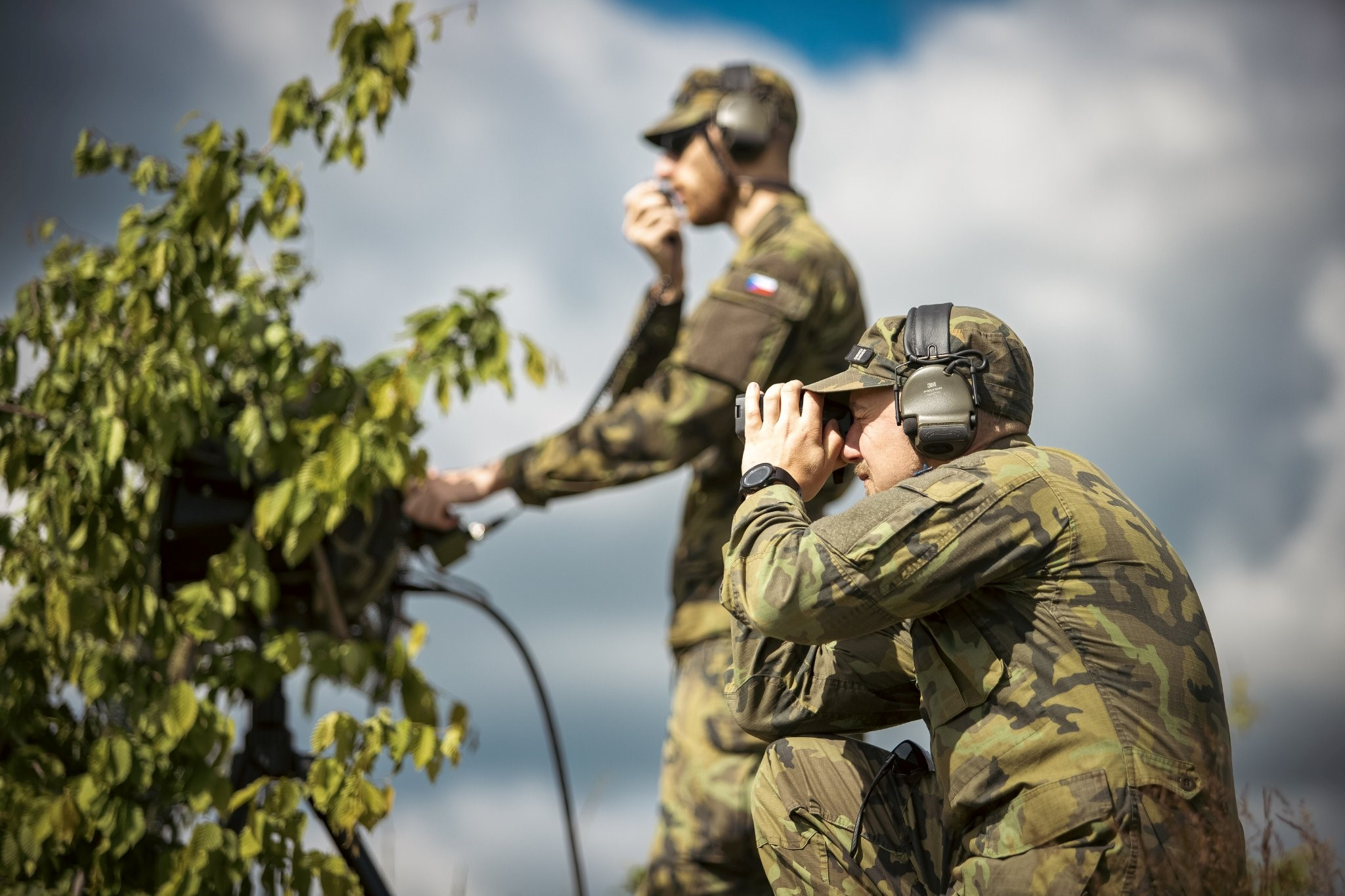
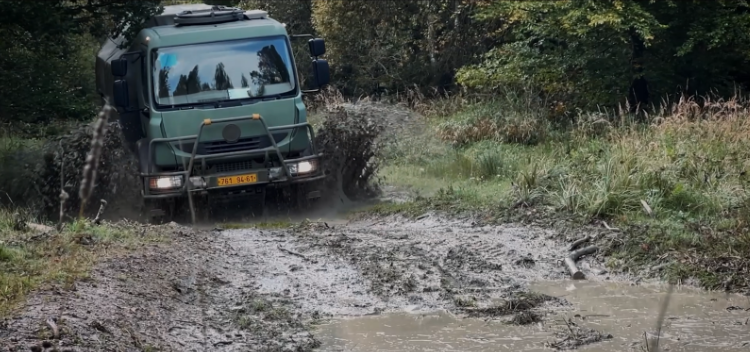
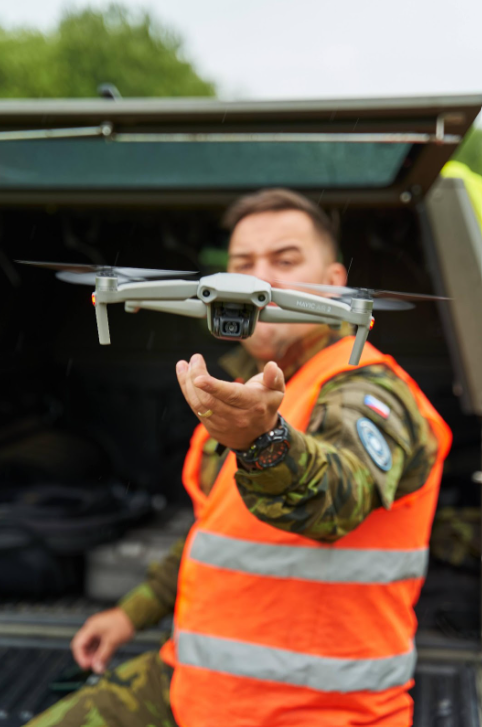
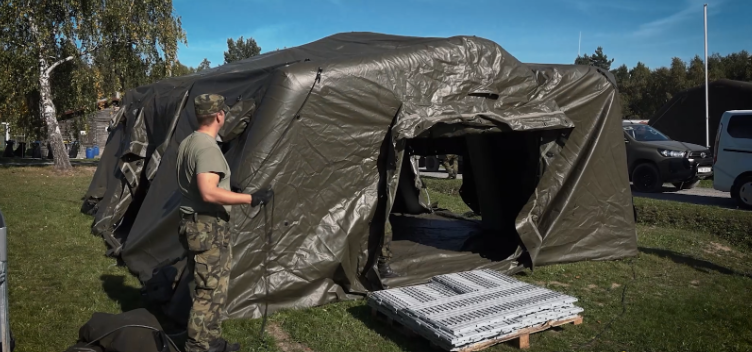